# Асил
АСИЛ Лиси (на гръцки: Αθλητικός Σύλλογος Ισχύς Λύσης) е кипърски футболен клуб от Фамагуста. Отборът е основан през 1932 г., а по време на кипърския конфликт се премества да домакинства на стадион Григорис Афксентио в Ларнака.

## История
АСИЛ е основан на 26 юни 1932 г. в село Лиси, община Фамагуста. Най-доброто постижение за отбора е през сезон 1968/69, когато завършва на 6-о място в първа дивизия.

## Успехи
- Кипърска Втора Дивизия: 2

1967, 1974